# Pygocentrus cariba
A Pygocentrus cariba a csontos halak (Osteichthyes) főosztályának a sugarasúszójú halak (Actinopterygii) osztályába, ezen belül a pontylazacalakúak (Characiformes) rendjébe és a pontylazacfélék (Characidae) családjába tartozó faj.

## Rendszertani besorolása
2001-ben a Nico nevű kutató, azt javasolta, hogy ezt a halfajt át kéne helyezni a Serrasalmus Lacepède, 1803 halnembe.

## Előfordulása
A Pygocentrus cariba a dél-amerikai Orinoco folyó medencéjének alföldjein és e folyó mellékfolyóiban őshonos. Ezeken a helyeken széles körben elterjedt.

## Megjelenése
Ez a hal legfeljebb 27,9 centiméter hosszú, és 560 gramm súlyú. Igen erős fogazata komoly sérüléseket okozhat.

## Életmódja
Trópusi és édesvízi halfaj. A nyíltabb vizeket kedveli.

## Felhasználása
A Pygocentrus caribának nincs halászati értéke, azonban a sporthorgászok egyik kedvelt hala.

## Képek

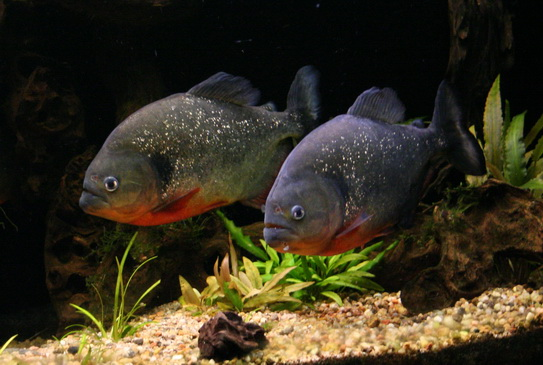
rajban
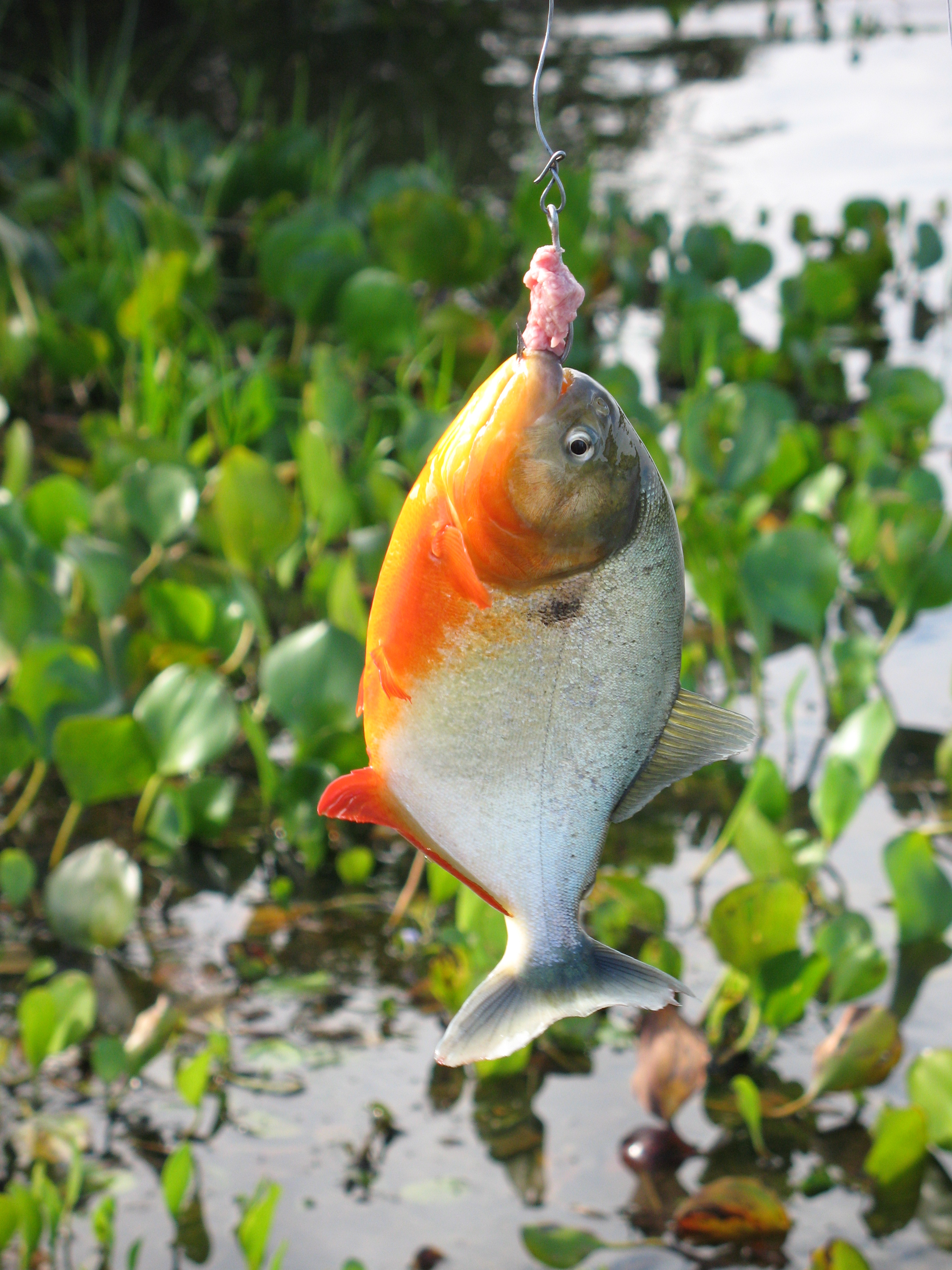
horogra akadva